# Melvin Spencer Newman
Melvin Spencer Newman (* 3. Oktober 1908 in New York City; † 30. Mai 1993 in Columbus) war ein US-amerikanischer Chemiker, der durch die Einführung der Newman-Projektion bekannt wurde.

## Leben und Werk
Newman stammte aus jüdischer Familie und war der Enkel von Isidore Newman, Bankier und Philanthrop aus New Orleans.
Newman wurde in New York geboren, aber kurz darauf zog die Familie nach New Orleans. Mit 14 Jahren zog er zurück nach New York, wo er die Riverdale County Schule besuchte. Ab 1925 studierte Newman Chemie an der Yale University, wo er 1932 im Arbeitskreis von Rudolph J. Anderson zum Doctor of Philosophy in Chemistry (Ph. D. in Chemistry) promoviert wurde. Nach Post-Doc-Aufenthalten in Yale, an der Columbia University und der Harvard University begann er seine Karriere an der Ohio State University. Im Jahr 1940 wurde er zum Assistant Professor und 1944 zum Professor ernannt wurde.
Zu seinen wissenschaftlichen Leistungen zählen Beiträge zum Verständnis der carcinogenen Eigenschaften polycyclischer aromatischer Kohlenwasserstoffe (PAK) und Untersuchungen nichtplanarer Derivate dieser Verbindungsklasse. Die erste Synthese von Hexahelicen und dessen Racematspaltung realisierte Newman.
1933 heiratete er Beatrice Crystal, und sie hatten zwei Töchter und zwei Söhne.

Seine Schwester, Alice Louise, war die erste Ehefrau von Nikolai Tichonowitsch Beresowski.

## Ehrungen und Auszeichnungen
Newman war ab 1956 gewähltes Mitglied der National Academy of Sciences. Die American Chemical Society verlieh ihm 1961 den Preis für Creative Work in Synthetic Organic Chemistry sowie die Morley-Medaille. Die Yale-Universität verlieh ihm 1975 die Wilbur-Lucius-Cross-Medaille. Die University of New Orleans verlieh ihm 1975 die Ehrendoktorwürde. Die Sullivant-Medaille wurde ihm 1976 durch die Ohio State University verliehen.
Auf Vorschlag Albert Eschenmosers benannte man die Newman-Spannung, die die 1,5-Repulsion von Nicht-Wasserstoff-Atomen beschreibt, nach M. S. Newman. Auch die Newman-Kwart-Umlagerung trägt seinen Namen.